# جيمس براون (لاعب كرة قدم أسترالي)
جيمس براون (بالإنجليزية: James Brown)‏ مواليد 19 فبراير 1990 في سيدني، هو لاعب كرة قدم أسترالي يلعب مع نادي ملبورن سيتي كلاعب وسط.

## روابط خارجية
- جيمس براون على موقع قاعدة بيانات كرة القدم.إي يو (الإنجليزية)
- جيمس براون على موقع Soccerway.com (الإنجليزية)